# Großer Preis von Portugal 1954

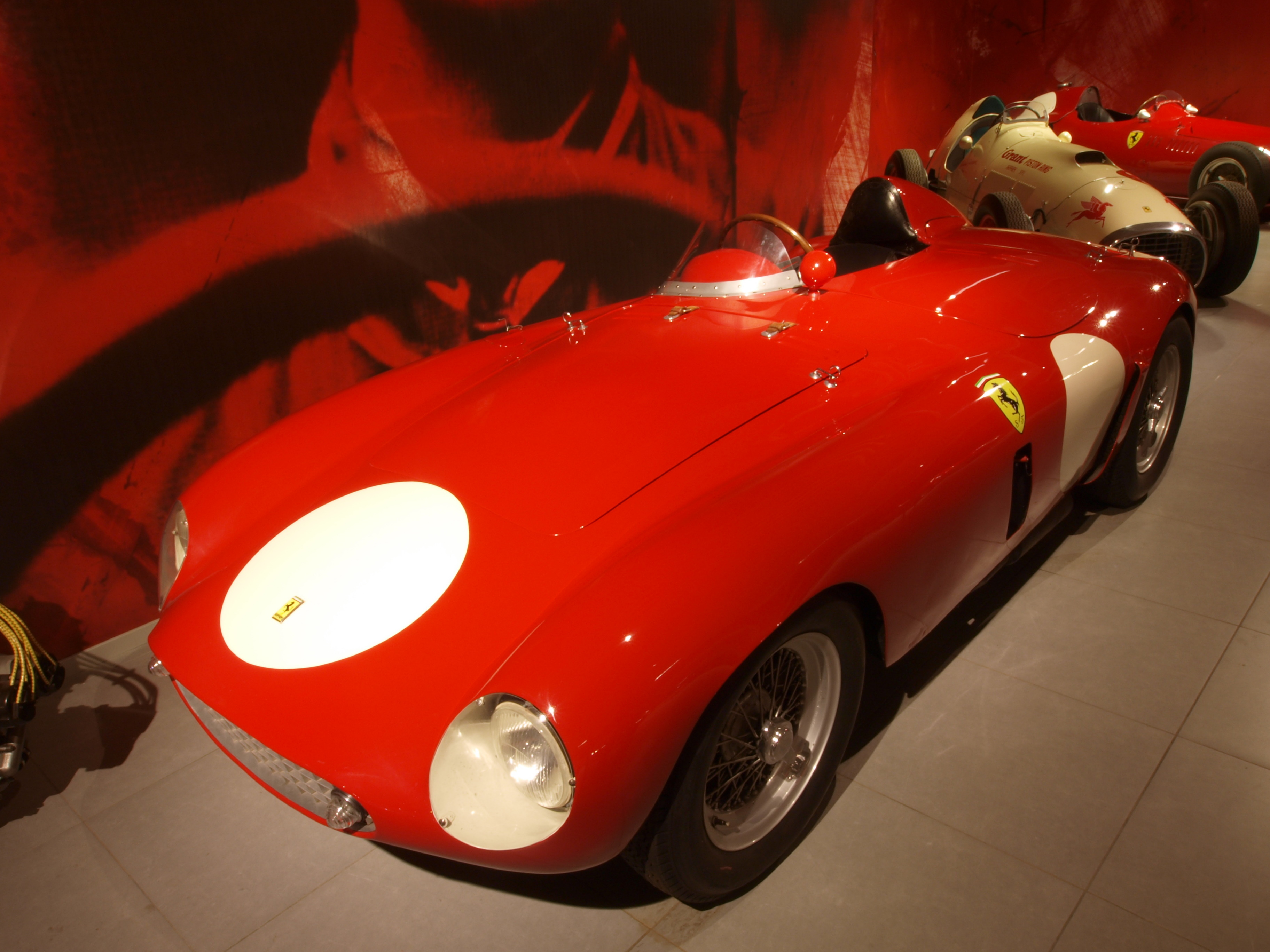
Ferrari 750 Monza

Der vierte Große Preis von Portugal, auch II Circuito Internacional de Lisboa (IV Grande Premio do Portugal), Circuito de Monsanto, wurde als Sportwagenrennen ausgeschrieben und ausgefahren. Die Veranstaltung fand am 25. Juli 1954 auf dem Circuito de Monsanto in Lissabon statt und zählte zu keiner Rennserie.

## Das Rennen
Die Geschichte des Großen Preis von Portugal begann 1951 mit einem Sportwagenrennen, das der Portugiese Casimiro de Oliveira auf einem Ferrari 340 America Berlinetta Vignale gewann. Bis 1957 (1956 fand kein Rennen statt) wurde die Veranstaltung für Sportwagen ausgeschrieben. 1957 blieb Juan Manuel Fangio auf einem Werks-Maserati 300S erfolgreich. 
1958 wurde erstmals ein Formel-1-Rennen unter diesem Namen ausgefahren. 1954 waren noch die Sportwagen aktiv; Als Veranstaltungsort wurde in diesem Jahr der Circuito de Monsanto ausgewählt. Auf dem 5,440 km langen Rundkurs mussten 60 Runden zurückgelegt werden. Fahrerwechsel waren nicht vorgesehen.  
José Froilán González sicherte sich den Gesamtsieg mit einem Vorsprung von acht Sekunden auf seinen Ferrari-Teamkollegen Mike Hawthorn.

## Ergebnisse

### Schlussklassement
| 1           |  | 4  | Scuderia Ferrari     | José Froilán González | Ferrari 750 Monza | 60 |
| 2           |  | 5  | Scuderia Ferrari     | Mike Hawthorn         | Ferrari 750 Monza | 60 |
| 3           |  | 6  | Masten Gregory       | Masten Gregory        | Ferrari 375MM     | 59 |
| 4           |  | 19 | Equipe Gordini       | André Pilette         | Gordini T24S 3.0  | 59 |
| 5           |  | 22 | Duncan Hamilton      | Duncan Hamilton       | Jaguar C-Type     | 58 |
| 6           |  | 15 |                      | Cesare Perdisa        | Maserati A6GCS    | 58 |
| 7           |  | 8  | Max Maria            | Clemente Biondetti    | Ferrari 250MM     | 57 |
| 8           |  | 7  | Piero Scotti         | Piero Scotti          | Ferrari 250MM     | 56 |
| 9           |  | 23 |                      | Peter Whitehead       | Cooper T33        | 55 |
| 10          |  | 3  | Francisco Marques    | Francisco Marques     | Ferrari 250MM     | 55 |
| 11          |  | 1  |                      | Mario Valentim        | Ferrari 166MM/53  | 55 |
| 12          |  | 14 |                      | Giorgio Scarlatti     | Maserati          | 53 |
| 13          |  | 12 | Fernando Mascarenhas | Fernando Mascarenhas  | Ferrari 250MM     | 51 |
| Ausgefallen |  |    |                      |                       |                   |    |
| 14          |  | 12 |                      | Francisco Godia-Sales | Jaguar XK120      | 48 |
| 15          |  | 9  |                      | Casimiro de Oliveira  | Ferrari 375MM     | 37 |
| 16          |  | 11 |                      | Vasco Sameiro         | Ferrari 735 Monza | 35 |
| 17          |  | 20 | Equipe Gordini       | André Guelfi          | Gordini T16S 2.5  | 29 |
| 18          |  | 2  | Sérgio Bernardes     | Sérgio Bernardes      | Ferrari 225S      | 20 |
| 19          |  | 10 | José Nogueira Pinto  | José Nogueira Pinto   | Ferrari 250MM     | 15 |
| 20          |  | 16 |                      | Sergio Mantovani      | Maserati          | 13 |
| 21          |  | 18 |                      | Maurice Michy         | Maserati          | 3  |

### Nur in der Meldeliste
Zu diesem Rennen sind keine weiteren Meldungen bekannt.

### Klassensieger
Zu diesem Rennen sind keine Klassensieger bekannt.

### Renndaten
- Gemeldet: 21
- Gestartet: 21
- Gewertet: 13
- Rennklassen: unbekannt
- Zuschauer: unbekannt
- Wetter am Renntag: unbekannt
- Streckenlänge: 5,440 km
- Fahrzeit des Siegerteams: 2:26:56,350 Stunden
- Gesamtrunden des Siegerteams: 60
- Gesamtdistanz des Siegerteams: 326,400 km
- Siegerschnitt: 133,280 km/h
- Pole Position: José Froilán González - Ferrari 750 Monza (#4) - 2.24.970
- Schnellste Rennrunde: José Froilán González - Ferrari 750 Monza (#4) - 2.21.770 - 138.140 km/h
- Rennserie: zählte zu keiner Rennserie